# Casablanca
Casablanca ([kasablanka], arabsky الدار البيضاء‎, ad-Dár al-Bajdá) je největší město a přístav v Maroku. Nachází se na pobřeží Atlantského oceánu v západní části Maroka a je hlavním městem regionu Casablanca-Settat. Ve městě žije přibližně 3,22 milionu obyvatel, 6,8 milionu s aglomerací. Casablanca je největším hospodářským a kulturním střediskem státu. V Casablance sídlí Královský oceánografický institut. Zároveň je nejdůležitější základnou Královského námořnictva Maroka.

## Historie
Oblast dnešní Casablanky byla cca od 10. století př. n. l. osídlena Berbery, a to až do 7. století n. l. V některých dobách toto místo využívali jako svůj přístav Féničané (7. století př. n. l.) a Římané (1. století př. n. l.).
V 7. století vzniklo na tomto území malé nezávislé království Anfa, jehož obyvatelé odmítli přijmout islám. Toto království existovalo až do roku 1068, kdy ho obsadili Almoravidé.

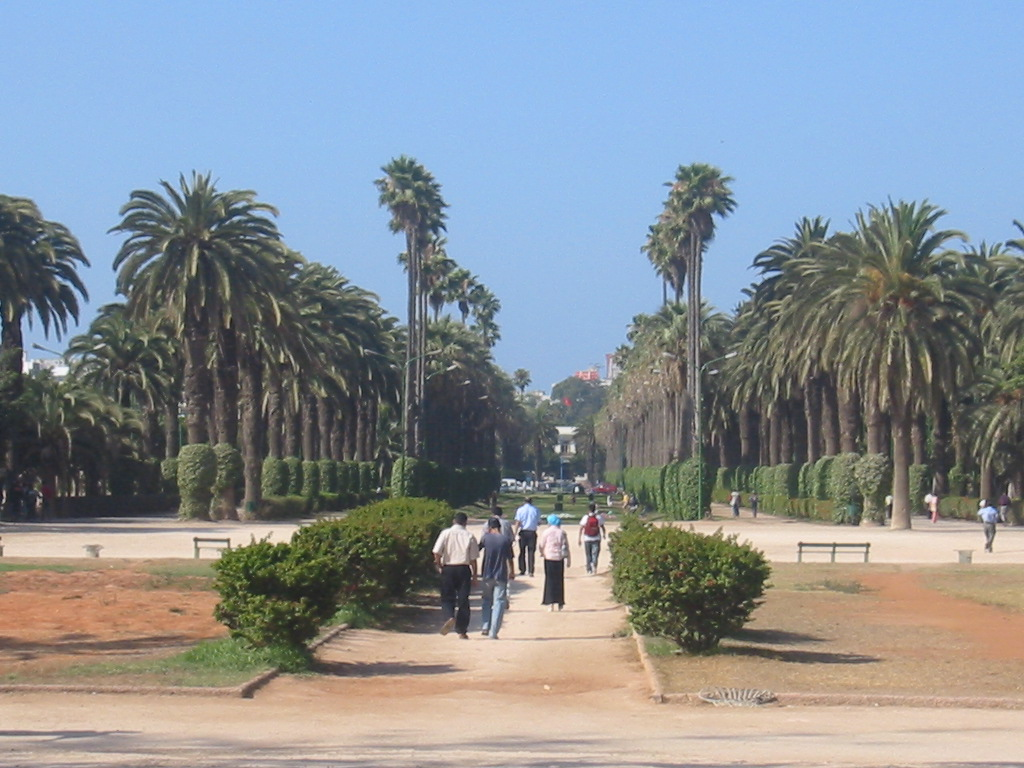
Parc de la Ligue Arabe

V průběhu 14. století za vlády Marínovců vzrostla důležitost města Anfa, které se stalo důležitým obchodním přístavem, z něhož se vyváželo zboží např. do Janova. V 15. století získalo město opět nezávislost a stalo se úkrytem pirátů, jejichž cílem byla často města na pobřeží Portugalska. Toto pirátské období trvalo do roku 1468, kdy byla Anfa Portugalci zničena.
Roku 1515 využili Portugalci ruiny starého města k vybudování své vojenské základny a město, které vyrostlo kolem pevnosti se nazývalo Casa Branca (v portugalštině Bílý dům). Portugalci toto území opustili v roce 1755, kdy většinu města zničilo zemětřesení.
Město zrekonstruoval sultán Sidi Mohammed III. (1756–1790), vnuk Moulaye Ismaila a spojenec George Washingtona. Město pojmenoval Dar el Beida (v arabštině Bílý dům). Ke španělskému jménu Casa Blanca (Bílý dům) přišlo město v roce 1781, kdy se ho Španělé zmocnili.
V první polovině 19. století začala populace Casablanky rychle růst, a to zejména přílivem imigrantů z Evropy, když se Casablanca stala důležitým obchodním partnerem rychle se rozvíjející industriální Velké Británie. V roce 1906 měla Casablanca 20 000 obyvatel.
V roce 1907 se v Casablance usadili Francouzi, čímž započali proces kolonizace. V roce 1912 zde ustanovili protektorát Francouzské Maroko. V této době byl obchodním centrem Maroka Fes a nejdůležitějším přístavem Tangier – ten byl však v mezinárodních rukou, což donutilo Francouze hledat novou základnu. Tou se po rozhodnutí Louise Huberta Lyauteye stala právě Casablanca, která leží v nejúrodnějším a na minerály nejbohatším místě v zemi.

### Druhá světová válka
Během druhé světové války bylo Maroko pod vládou vichistické Francie, čili de facto pod vládou Třetí říše. Formálně zde zůstal králem Mohamed V. V průběhu druhé světové války se stala Casablanca důležitým strategickým přístavem. V roce 1942 zde proběhla Operace Torch, která měla za cíl obsadit důležité přístavy vojsky Spojenců, například v Casablance, a vzít je z rukou nacistů. Hned vzápětí po vylodění měl premiéru americký film Casablanca. V roce 2016 vznikl další film, z části odehrávající se v roce 1942 Casablance, nazvaný Spojenci. V roce 1943 se zde uskutečnila casablanská konference, na které se spolu jednali F. D. Roosevelt a W. Churchill o strategickém plánu dalších spojeneckých vojenských akcí.

### Následující období
Na přelomu čtyřicátých a padesátých let 20. století byla Casablanca centrem protifrancouzské vzpoury, která vyvrcholila teroristickým bombovým útokem na Štědrý den 1953, jenž způsobil mnoho obětí. Na základě těchto protestů se v roce 1956 Maroko osamostatnilo, což přineslo Casablance na několik let ekonomické problémy.
Od té doby se však Casablanca rychle rozvíjela a stala se tak ekonomickým, obchodním i kulturním centrem Maroka, zatímco Rabat zůstal politickou metropolí.
V roce 1976 zde byla založena Univerzita krále Hasana II.
V březnu roku 2000 proběhla v Casablance organizovaná demonstrace čítající na 40 000 žen žádajících reformy týkající se zákazu polygamie či zavedení práva na rozvod. Tato demonstrace měla vliv na krále Mohammeda VI., který v roce 2004 ustanovil tzv. Mudawanu, nový rodinný zákoník dávající ženám více práv.
V květnu 2003 bylo v Casablance zabito 33 civilistů a více než 100 lidí zraněno po hromadném sebevražedném útoku, který zorganizovala Al-Kajdá.

## Ekonomika a průmysl

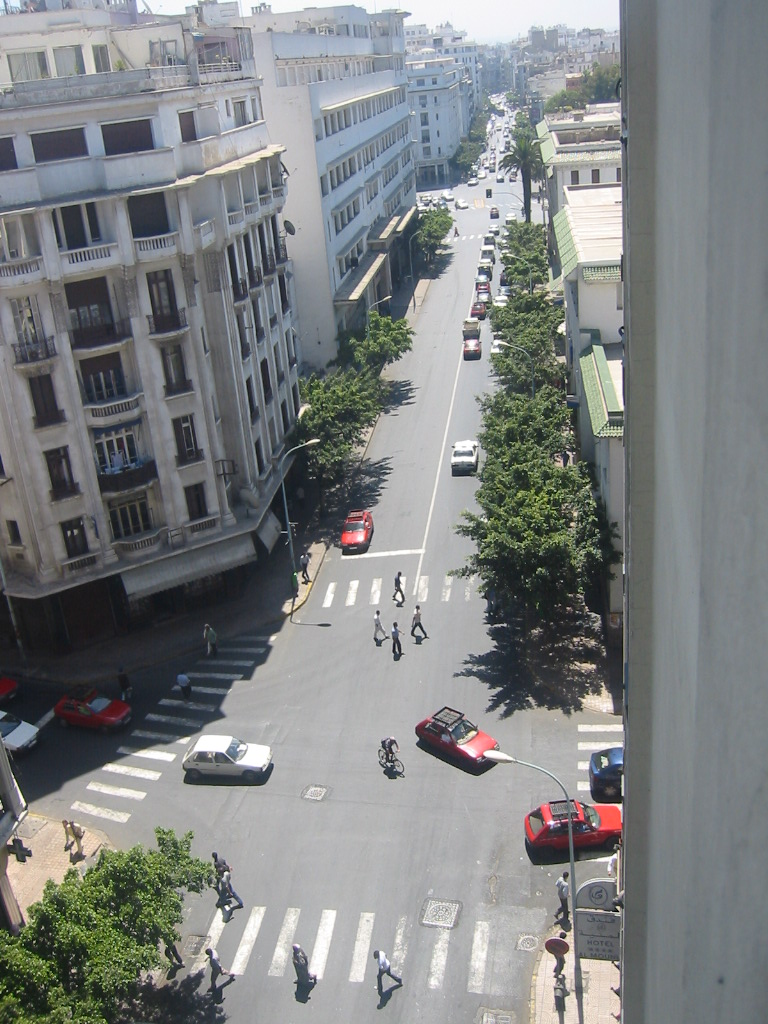
Boulevard de Paris

Casablanca je hospodářské a ekonomické centrum Maroka s vysoce rozvinutým textilním, kožedělným a potravinářským průmyslem. V Casablance se zpracovává fosfát, který je významným exportním artiklem. Dále je zde významně zastoupený průmysl hutnický, strojírenský, automobilový, loďařský, chemický, polygrafický, stavebních hmot a energetický (2 tepelné elektrárny).
Casablanca je též častým hostitelem důležitých mezinárodních i vnitrostátních veletrhů a konferencí. Nemalý ekonomický podíl má také turismus.

## Doprava

### Letecká doprava
Casablanca má dvě mezinárodní letiště. Hlavní je Mezinárodní letiště Mohammeda V., které je nejvytíženějším letištěm v Maroku. Vnitrostátní linky spojují Casablancu s Marrákeší, Agadirem, Udždou, Tangerem a Al-´Ajún v Západní Sahaře. Mezinárodní linky spojují Maroko s Evropou (zejména Francií a Španělskem), Severní Amerikou, Blízkým východem a subsaharskou Afrikou.
Starší a menší casablanské letiště Anfa leží na západě města. Z tohoto letiště jsou vypravovány lety např. do Sydney, Damašku a Tunisu.

### Železniční doprava
Městem prochází hlavní elektrifikovaná železniční trať normálního rozchodu spojující Tanger (na severu) a Marrákeš (na jihu). Hlavním nádražím je Casa-Voyageurs na kterém zastavují jak příměstské, regionální tak meziměstské vlaky. Nádraží je také od roku 2018 obsluhováno vysokorychlostními vlaky s obchodním názvem Al-burāq spojující Casablancu, Rabat, Kenitru a Tanger.
V provozu je zde jedna příměstská linka spojující původní hlavní nádraží Casa-Port v centru města s novým hlavním nádražím a Letištěm Mohammeda V. na jihu města. Systém nese název Al Bidaoui.

### Tramvajová doprava

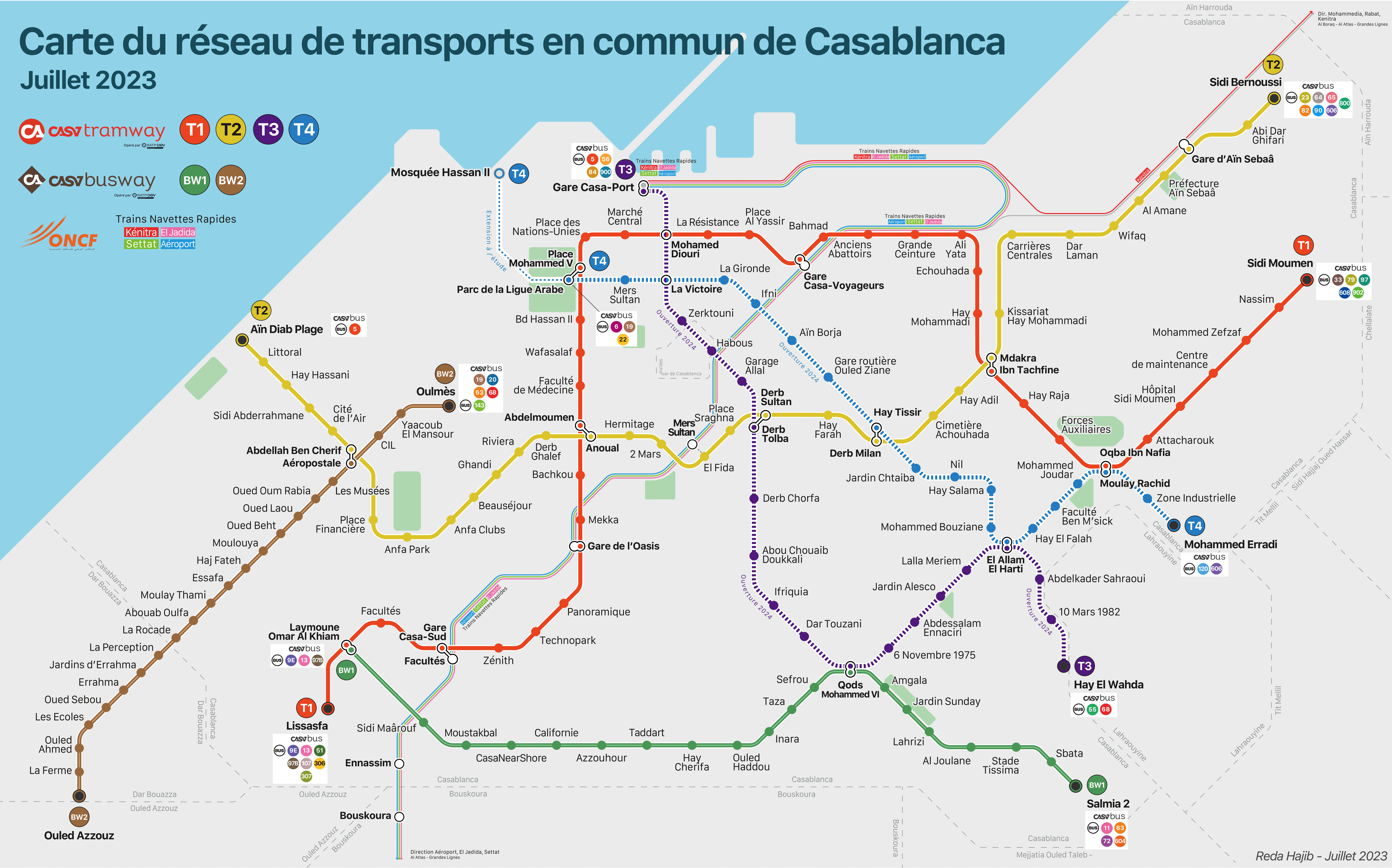
Schéma sítě městské hromadné dopravy v Casablance (červenec 2023)

K 23. září 2024 jsou ve městě v provozu 4 tramvajové linky značené T1, T2, T3 a T4. Celá síť má dohromady délku 72.5 km a 110 zastávek. 

### BRT
Tramvajovou síť doplňují také dvě linky BRT značené jako BW1 a BW2. 

## Školství
- První univerzita byla založena roku 1975, druhá v pořadí je Univerzita Hassana II., která byla otevřena roku 2014.[7]
- EMLYON Business School
- Toulouse Business School

## Partnerská města
- Alžír, Alžírsko
- Bordeaux, Francie (1988)
- Dubaj, Spojené arabské emiráty
- Chicago, Spojené státy americké (1982)
- Montréal, Kanada
- New York, Spojené státy americké
- Paříž, Francie
- Smyrna, Turecko (1999)
- Sosnovec, Polsko
- Šanghaj, Čína (1986)
- Bratislava, Slovensko
- Tokio, Japonsko
- Rijád, Saúdská Arábie
- Praha, Česko
- Budapešť, Maďarsko
- Kyjev, Ukrajina
- Sofie, Bulharsko
- Madrid, Španělsko
- Lisabon, Portugalsko
- Lille, Francie
- Berlín, Německo
- Bukurešť, Rumunsko

## Pamětihodnosti
- Mešita Hassana II. – mešita tyčící se nad mořem na skalnaté plošině je dominantou města. Stavba byla započata roku 1980 podle návrhů francouzského architekta Michela Pinseaua a slavnostní otevření se konalo 30. 8. 1993. Minaret vysoký 200 metrů je nejvyšší stavbou v zemi. Mešita dokáže pojmout až 25 000 věřících a dalších 80 000 se vejde na nádvoří. Podle statistiků by se do této mešity mohl umístit Chrám sv. Petra v Římě.
- Náměstí Mohammeda V. – francouzské centrum s budovami vystavěnými ve stylu mauresque – maurský styl ovlivněný art decem.
- Katedrála Sacré Coeur – katedrála vybudovaná Francouzi působí evropským stylem s marockými prvky.

## Slavní rodáci
- Serge Haroche (* 1944), francouzský fyzik, vysokoškolský profesor a nositel Nobelovy ceny za fyziku za rok 2012[8]
- Jean Reno (* 1948), francouzský herec[9]
- Alber Elbaz (1961–2021), izraelský módní návrhář, kreativní ředitel módního domu Lanvin v Paříži[10]
- Nawal El Moutawakel (* 1962), bývalá marocká atletka, běžkyně, olympijská vítězka v běhu na 400 metrů překážek[11]
- Guy Forget (* 1965), bývalý profesionální francouzský tenista[12]
- Richard Virenque (* 1969), bývalý profesionální francouzský silniční cyklista[13]
- Muriel Barberyová (* 1969), francouzská spisovatelka[14]
- Hišám Arází (* 1973), bývalý profesionální marocký tenista[15]